# Wad Ben Naga
Wad Ben Naga je název současného vesnického okrsku v Súdánské republice, nacházejícího se přibližně 130 km severovýchodně od hlavního města Chartúmu. V katastru okrsku, jižně od železniční stanice, se nachází stejnojmenná archeologická lokalita, kde od roku 2009 působí archeologická expedice Národního muzea, resp. Náprstkova muzea asijských, afrických a amerických kultur.